# Horní Počernice (tvrz)
Tvrz v Horních Počernicích je zaniklé sídlo v Praze 9. Pravděpodobně stála na Křovinově náměstí na vyvýšeném místě zvaném Na zámečku jižně od návesního rybníka.

## Historie
Tvrz je poprvé doložena roku 1357 ve smlouvě o jejím prodeji arcibiskupu Arnoštu z Pardubic. Prodávajícím byl Henslin Benešovský, jehož rodina (buď on sám nebo jeho otec Zypota) nevelkou tvrz založila.
Arcibiskup jako kancléř university koupil tvrz s poplužním dvorem k zajištění jejích příjmů. Tvrz ale chátrala a její původní vzhled byl setřen. Roku 1401 byla zaznamenána informace o „dvoře s věží“ a roku 1475 nejasná zmínka o zámečku. Z pozdější doby informace nejsou.
Pražské vysoké učení vlastnilo dvůr až do roku 1850.
Zámeček
Protáhlá klasicistní budova s plackovými klenbami v přízemí má stejně starou valenou klenbu z cihel nad jediným prostorem sklepa, který se nachází pod užší východní částí budovy. Obvodové zdi nad rybníkem jsou silné 100 centimetrů.
Po roce 1948
V budovách zámečku sídlilo Střední odborné učiliště potravinářské, po roce 1989 získala areál Evangelická církev metodistická.